# Менахем Салех Даниэль
Менахем Салех Даниэль (араб. مناحيم صالح دانيال‎; 1846, Багдад, Багдад — 13 марта 1940, Багдад) — османский и иракский политический деятель, который был членом Сената Ирака и депутатом от Багдада в Палате депутатов Генеральной Ассамблеи Османской Империи.

## Биография
Менахем Салех Даниэль родился 1 марта 1846 года в Багдаде в семье иракских евреев. Он учился в школах Багдада, прежде чем переехать в Европу для изучения естественных наук. В 1877 году он был избран от Багдада представителем в Палату депутатов Генеральной Ассамблеи Османской Империи и пробыл там в первом и втором созывах. Он прославился в торговых и экономических кругах и был известен своими коммерческими связями со знатными людьми страны. Даниэль был назначен членом первого совета директоров Багдадской бригады, которая была основана губернатором Мидхат-пашой. После установления монархии в Ираке он стал членом Сената Ирака в 1925 году, представляя еврейскую общину Моисея в Ираке.  Его сын Эзра Салех Даниэль (1874-1952) позже сменил его в Сенате.
Его отец, Салех Даниэль, был известен своими благотворительными проектами и имел дворец, расположенный в районе Аль-Синак. Менахем Даниэль же был известен как «Человек с белой рукой», так как он основал и построил первый детский дом для мусульманских сирот и потратил на него из своих собственных средств, чтобы помочь мусульманским сиротам и сиротам из различные секты.
В 1932 году из-за преклонного возраста и болезни ушёл на пенсию. Он умер в 1940 году и был похоронен рядом с могилой Иезекииля в Аль-Кифле, недалеко от Шилы.